# آرتور دی. لیتل
آرتور دی. لیتل (انگلیسی: Arthur D. Little) شرکت مشاور مدیریت آمریکایی و چندملیتی است، که در زمینه برنامه‌ریزی راهبردی، تحقیق در عملیات و ارائه خدمات مشاور مدیریت فعالیت می‌نماید.
شرکت آرتور دی. لیتل در سال ۱۸۸۶ توسط آرتور دیهون لیتل در شهر بوستون، ماساچوست، در ایالات متحده آمریکا تأسیس شد و بعنوان نخستین شرکت مشاور مدیریت فعالیت خود را آغاز نمود. دفتر مرکزی این شرکت در شهر بروکسل، بلژیک قرار دارد و هم‌اکنون با در اختیار داشتن ۳۶ دفتر خدماتی در کشورهای مختلف، بعنوان یکی از بزرگترین ارائه دهندگان خدمات مشاور مدیریت در جهان شناخته می‌شود.